# 양주 청련사 목조아미타여래삼존좌상 및 복장물
양주 청련사 목조아미타여래삼존좌상 및 복장물(楊州 靑蓮寺 木造阿彌陀如來三尊坐像 및 腹藏物)은 대한민국 경기도 양주시 장흥면, 청련사에 있는 불상 3구와 복장물 7점이다. 2018년 4월 30일 문화재 지정 예고를 거쳐, 2018년 9월 10일 경기도의 유형문화재 제336호로 지정되었다.

## 지정 사유
본존 아미타불상 좌우에 관음보살상과 대세지보살상이 협시하며, 복장물인 조성발원문을 통해 조선 후기 강희 9년(1670년)에 제작된 것을 알 수 있다. 1670년에 녹원을 수조각승으로 하여 인종, 도운, 유경, 사운, 성심이 조성에 참여한 불상으로 조선후기 불교조각사 연구에 매우 귀중한 자료이다.

## 같이 보기
- 청련사

## 참고 문헌
- 양주 청련사 목조아미타여래삼존좌상 및 복장물 - 국가유산청 국가유산포털